# Kościół Bożego Ciała w Kamieńcu
Kościół Bożego Ciała w Kamieńcu – katolicki kościół filialny zlokalizowany we wsi Kamieniec w gminie Kołbaskowo na lewobrzeżu odrzańskim, w powiecie polickim (województwo zachodniopomorskie). Należy do parafii Świętej Trójcy w Kołbaskowie.

## Architektura i historia

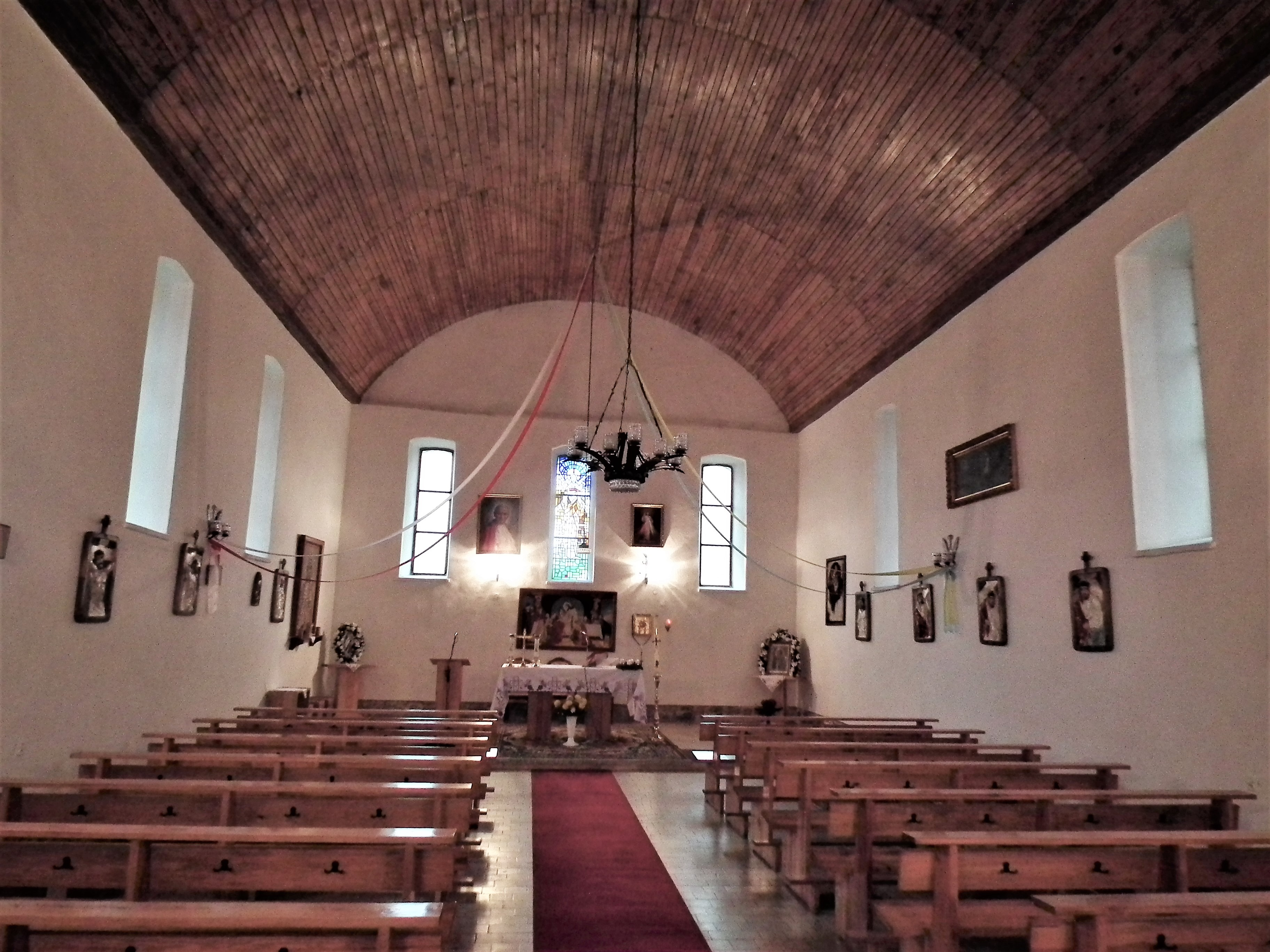
Wnętrze

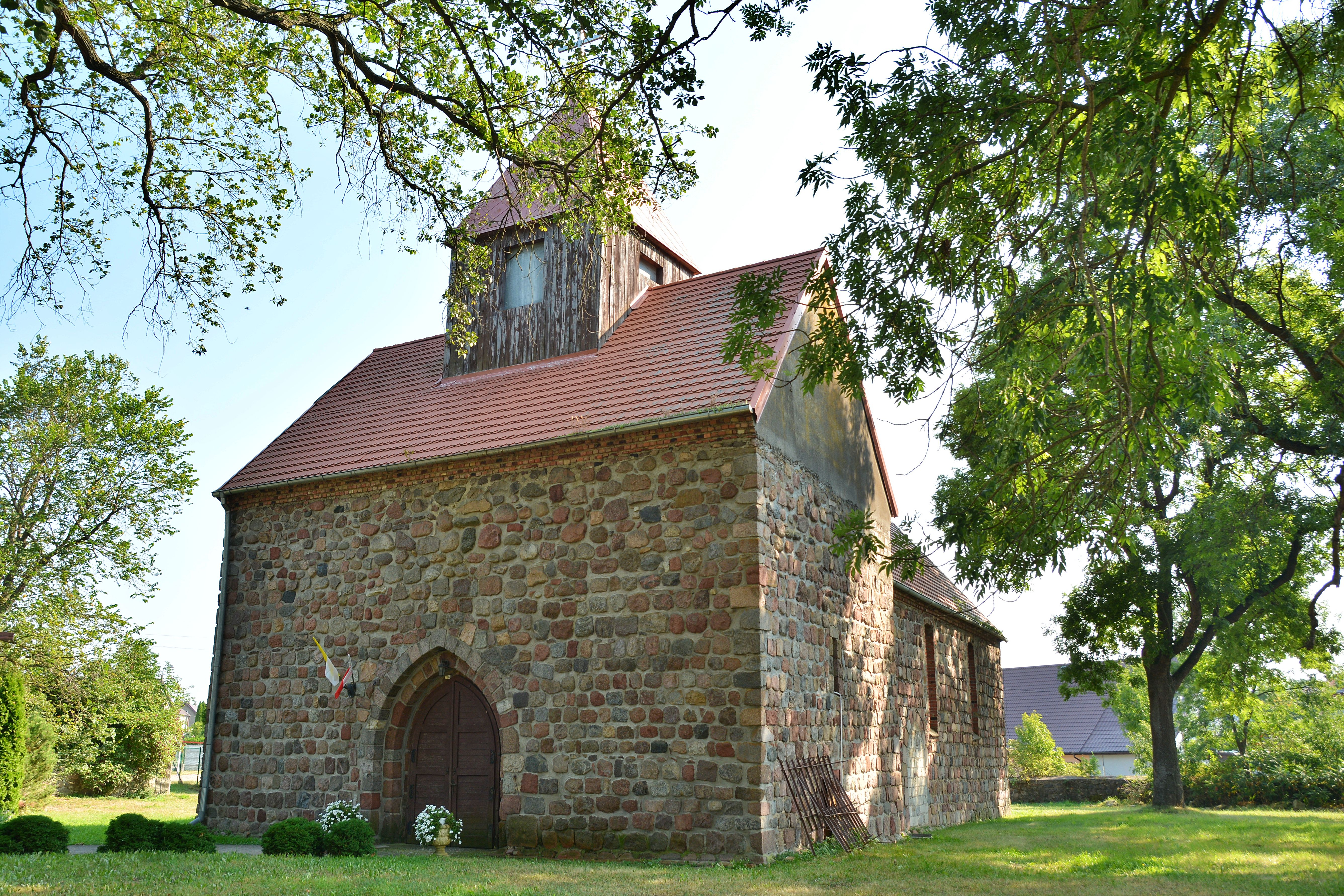
Widok od strony wieży

Kościół został wzniesiony 2. połowie XIII wieku. Budowlę rozplanowano na rzucie prostokąta o wymiarach 16,2×8,2 m, bez wydzielonego prezbiterium, z wieżą szerszą od nawy. Świątynię zbudowano z kwadr granitowych ułożonych w 19 warstwach w nawie i 23 w wieży. W 1690, 1706 i pod koniec XIX wieku dokonano przebudów kościoła. W 1706 roku na podstawie wieży wzniesiono przykrytą deskami konstrukcję ryglową, zwieńczoną barokowym hełmem z wiatrowskazem. Około 1890 roku okna nad portalem południowym przesklepiono płaskimi łukami z cegieł. W elewacjach zachowały się ślady pierwotnych okien i ostrołukowych portali, zaś w szczycie elewacji wschodniej oryginalna kolista blenda.
Wśród niezachowanego do czasów współczesnych wyposażenia świątyni znajdowały się XVIII-wieczny ołtarz ambonowy z obrazami przedstawiającymi świętych Piotra i Pawła oraz rzeźbami Mojżesza i Chrystusa, empora organowa z 1750 roku ozdobiona obrazami ukazującymi sceny ze Starego Testamentu, epitafium drewniane pułkownika Johanna Karla von Lappenow (zm. 1729), obraz olejny ze sceną Ukrzyżowania z około 1700 roku, misa chrzcielna z mosiądzu z 1693 roku, pozłacany kielich mszalny z 1651 roku oraz dzwon na wieży odlany przez szczecińskiego ludwisarza Johanna Heinricha Schmidta w 1714 roku. W kościele znajdowała się również datowana na początek XVI wieku palka o wymiarach 45×67 cm, utkana z płótna z haftem i wielobarwnego jedwabiu ze złotymi i srebrnymi nitkami.
Po 1945 roku kościół popadł w ruinę. Odbudowano go w 1978 roku. Nawę i wieżę przykryto wówczas dwuspadowym dachem krytym dachówką. 17 grudnia 1978 roku biskup Jan Gałecki dokonał konsekracji kościoła.